# Eleonora Duse
Pour les articles homonymes, voir Duse.
Eleonora Duse est une comédienne italienne née le 3 octobre 1858 à Vigevano et morte le 21 avril 1924 à Pittsburgh. Elle est considérée comme l'une des plus grandes comédiennes de son temps. Rivale de Sarah Bernhardt, elle lui voua cependant une admiration profonde.

## Biographie
Née dans une famille de comédiens de Chioggia, Eleonora Duse passe son enfance dans la troupe amateur itinérante de ses parents, Alessandro Vincenzo Duse et Angelica Cappelletto. La famille Duse est apparentée à une autre famille de comédiens ambulants, les Vitaliani dont la fille Italia (it) est la cousine d'Eleonora. Dès l'âge de quatre ans, elle joue, en 1862, le rôle de Cosette dans une version théâtrale des Misérables. En 1878, elle tient les rôles de « première amoureuse » dans la compagnie Ciotti-Belli Blanes et, à tout juste vingt ans, est à la tête d'une compagnie aux côtés de Giacinta Pezzana (it). Elle connaît son premier succès en 1879 dans le rôle de Thérèse Raquin, dans la pièce de théâtre éponyme adaptée de son roman par Émile Zola en 1873, qui lui vaut l'adoration du public et la reconnaissance de la critique.
En 1879, elle entre dans la troupe semi-permanente de Turin de Cesare Rossi où elle portera à maturation son choix esthétique, recueillant l'héritage du passé mais rompant en même temps avec la tradition du « grand acteur » de la première moitié du XIXe siècle. C'est au cours de cette période, dans les années 1880, que la Duse accomplit les choix de répertoire qui marqueront son parcours artistique et sa carrière théâtrale. Un répertoire qui lui permet d'exprimer son sentiment de crise face à son époque. Étant donné l'absence significative de dramaturgie en Italie (de Paolo Giacometti, Giuseppe Giacosa, Achille Torelli (it), Emilio Praga ne subsiste au mieux qu'un texte de chacun) elle privilégie les « pièces bien faites » françaises : modernes, mondaines, adaptées à l'évolution des goûts du public de cette fin du XIXe siècle, aux mécanismes parfaitement huilés pour coller aux valeurs de la bourgeoisie de cette époque. Mais entre les mains de la Duse, les drames de Victorien Sardou et d'Alexandre Dumas fils deviennent des pièces à démonter et à remplir ensuite d'une vie nouvelle, du message infiniment personnel de la Duse qui veut représenter les valeurs de ce milieu tel qu'il se présente dans la réalité qui l'entoure et non pas les approuver sans réserve. Ses thèmes de prédilection, les plus difficiles à affronter, sont des thèmes universels mais spécialement représentatifs de la société bourgeoise de l'époque : l'argent, le sexe, la famille, le mariage, le rôle de la femme. Il en ressort le portrait d'une société respectable mais prisonnière de ses excès, brillante et en même temps dépravée, obnubilée par un dieu de l'argent régulateur de bien des relations humaines, un monde dans lequel il est parfois difficile d'éprouver des émotions sincères. Mais en émerge également l'intériorité féminine de la Duse : une intériorité brisée, aliénée, névrosée. Son répertoire est moderne et attractif : du vérisme de la Cavalleria rusticana de Giovanni Verga aux drames de Victorien Sardou et d'Alexandre Dumas fils qui sont également ceux du répertoire de Sarah Bernhardt. Entre les deux comédiennes nait rapidement une rivalité qui divise les critiques.
En 1881, Eleonora Duse épouse Tebaldo Checchi, un acteur de sa compagnie. L'union, de laquelle naît une fille, Henriette, se révèle rapidement malheureuse et se termine par une séparation définitive. En 1884, la Duse se lie avec Arrigo Boito qui traduit pour elle l'Antoine et Cléopâtre de Shakespeare. La relation, restée secrète, dure plusieurs années entre hauts et bas. Les rencontres ont lieu à Ivrée, dans le château de San Jose, demeure d'un ami commun, Giuseppe Bianchi. Pendant cette période, la comédienne fréquente le milieu de la scapigliatura, et son répertoire s'enrichit des drames de Giuseppe Giacosa, ami de Boito. Son amitié avec Isadora Duncan qu'elle rencontre lors de tournées européennes est très commentée. Néanmoins il ne fut jamais prouvé qu'elles furent engagées dans une relation amoureuse. En 1886, elle fonde sa propre compagnie. Elle porte sur les scènes italiennes les drames d'Henrik Ibsen, dont elle interprète Une maison de poupée, Hedda Gabler, La Dame de la mer et Rosmersholm À partir de 1890, elle joue principalement hors d'Italie, notamment à Paris, où elle connaît la consécration en 1897. Rosmersholm d'Ibsen est notamment repris au Théâtre de l'Œuvre en 1898 dans la mise en scène de Lugné-Poe puis dans les décors mémorables d'Edward Gordon Craig en 1906.
Jusqu'en 1904, elle est la maîtresse et l'interprète du poète Gabriele D'Annunzio. Elle quitte le théâtre en 1908 et joue en 1916 pour la seule fois au cinéma, dans Cenere d'Arturo Ambrosio, film tiré du roman homonyme de Grazia Deledda. Elle entretient  une liaison avec la jeune rebelle féministe Lina Poletti, de 1909 à 1911.
Elle revient au théâtre de 1921 à 1923. Elle meurt d'une pneumonie, au cours d'une ultime tournée américaine, à Pittsburgh, le 21 avril 1924. Elle est enterrée au cimetière d'Asolo conformément à sa volonté.

## La rencontre avec D'Annunzio

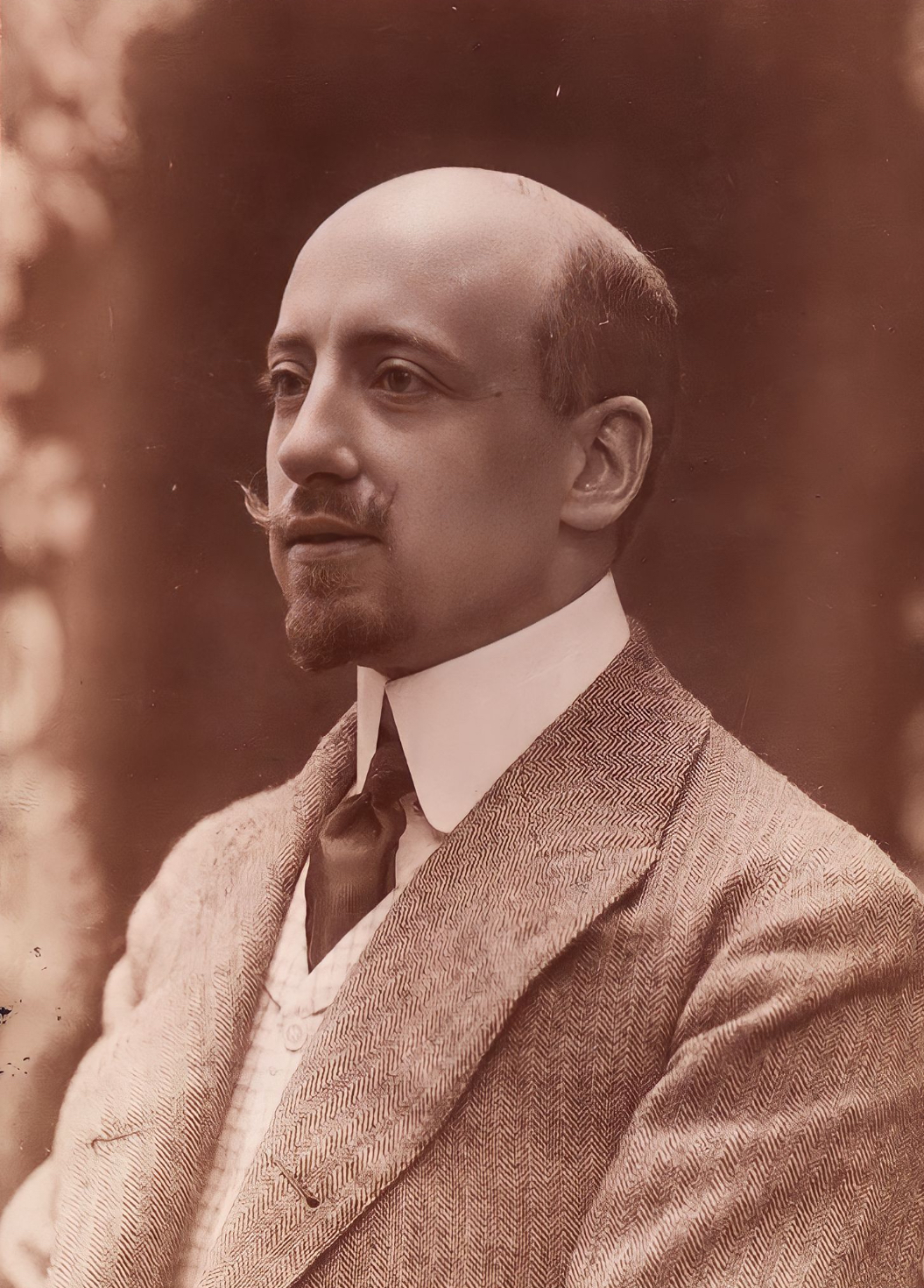
Gabriele D'Annunzio.

En 1882 à Rome, Eleonora Duse rencontre pour la première fois Gabriele D'Annunzio. C'est un jeune homme séduisant, arrivé depuis peu des Abruzzes mais avec déjà trois œuvres publiées. Il se présente à la Duse et, avec des paroles mélodieuses, lui propose sans autre préambule de coucher avec lui. Eleonora le congédie avec indignation mais, peut-être, avec aussi une secrète satisfaction. Ce jour-là, elle le décrit ainsi : « Già famoso e molto attraente, con i capilli biondi e qualcosa di ardente nella sua persona »,. En 1888, Eleonora qui, sur la scène du teatro Valle, vient tout juste de se repentir de ses plaisirs de dévoyée, de prendre en pleine face une poignée de fausse monnaie et est morte de phtisie et d'amour dans le rôle de la malheureuse Dame aux camélias, se dirige encore pleine de soupirs et de sanglots vers sa loge. C'est alors qu'un frêle et élégant jeune homme surgit de la pénombre du corridor et lui crie, avec enthousiasme et assurance : « O grande amatrice! ». Eleonora un peu épouvantée, le dévisage un moment et poursuit son chemin. C'était encore D'Annunzio. Juin 1892 est la date que D'Annunzio inscrit, avec la dédicace « Alla divina Eleonora Duse » sur un exemplaire de ses Elegie romane. De ces livres, naît en Eleonora le désir d'une rencontre avec l'auteur. Et, lors de la rencontre, « si abbandona alla presa di quegli occhi chiari, si sorprende a dimenticare tutta la sua amara sapienza della vita e a godere della lusinga che essi esprimono »,.
Le tournant décisif de la vie et la carrière artistique d'Eleonora Duse fut la rencontre définitive à Venise, en 1894, avec Gabriele D'Annunzio, alors à peine trentenaire. Le lien sentimental et artistique tempétueux qui s'établit entre la comédienne et le jeune poète dura une dizaine d'années et contribua de manière déterminante à asseoir la réputation de D'Annunzio. Eleonora Duse, déjà célèbre et acclamée en Europe et outre-atlantique, porta sur toutes les scènes les drames dannunziens (Il sogno di un mattino di primavera, La Gioconda, Francesca da Rimini, La città morta, La figlia di Iorio), finançant souvent elle-même les productions et leur assurant le succès et l'attention de la critique y compris hors d'Italie. Cependant, en 1896, D'Annunzio lui préféra Sarah Bernhardt pour la première française de La ville morte. Les périodes de proximité et de collaboration entre les deux artistes alterneront avec les crises et les ruptures. D'Annunzio suivait rarement l'actrice dans ses tournées mais, en 1898, il loua la villa de la Capponcina à Florence, dans la frazione de Settignano, pour se rapprocher de la Porziuncola, la demeure d'Eleonora. En 1900, D'Annunzio publia son roman Il fuoco, inspiré de sa relation avec Eleonora Duse, suscitant de vives critiques de la part des admirateurs de la comédienne.

## Postérité
Après sa mort, de nombreux théâtres sont baptisés de son nom, tout comme des écoles et autres toponymes de villes italiennes. Le Teatro Duse de Bologne fait exception puisqu'il est renommé en son honneur de son vivant, en 1898, à l'occasion d'un changement de propriétaire.
Elle fut une amie d'Axel Munthe qui l'évoque dans Le Livre de San Michele (1929) dont est tiré en 1962 un film du même titre réalisé par Giorgio Capitani et Rudolf Jugert et dans lequel son rôle est interprété par Valentina Cortese.
En 1948, dans son film Le comédien, Sacha Guitry fait brièvement apparaître le personnage de la Duse comme spectatrice de sa pièce de théâtre Pasteur, alors que Lucien Guitry, interprète du rôle-titre, improvisant sur scène une dédicace, lui fait parvenir un petit mot.
En 1953, Luigi Comencini lui a consacré un film biographique, La valigia dei sogni. Ses costumes de scène, restaurés par le styliste italien Fausto Sarli, sont exposés dans les musées du monde entier.
Son nom inspira celui d'Éléonoradus, metteur en scène au théâtre romain de Condate dans Astérix et le Chaudron (1968).
En 1994, l'Union astronomique internationale a donné son nom à un cratère de 30 km de diamètre de la planète Vénus.
Au Festival de Cannes 2024, le cinéaste Pietro Marcello fait les préventes de son film biographique sur l'actrice intitulé Duse, avec Valeria Bruni Tedeschi dans le rôle-titre et Noémie Merlant dans le rôle de sa fille Enrichetta.

## Galerie

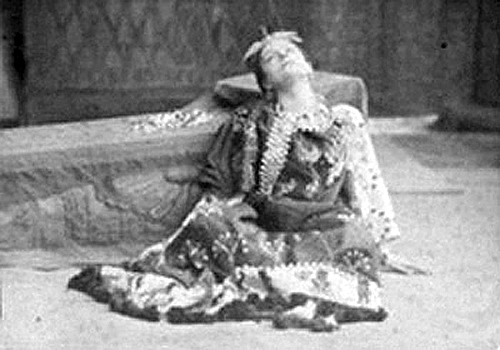
1888 : Antoine et Cléopâtre.
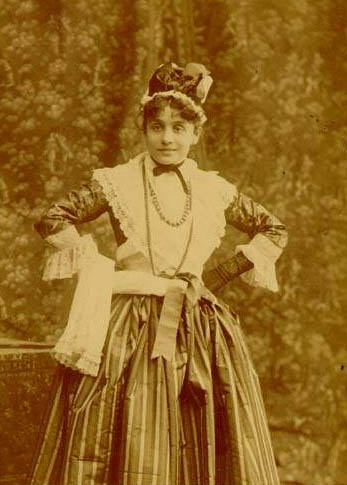
1891 : La locandiera.
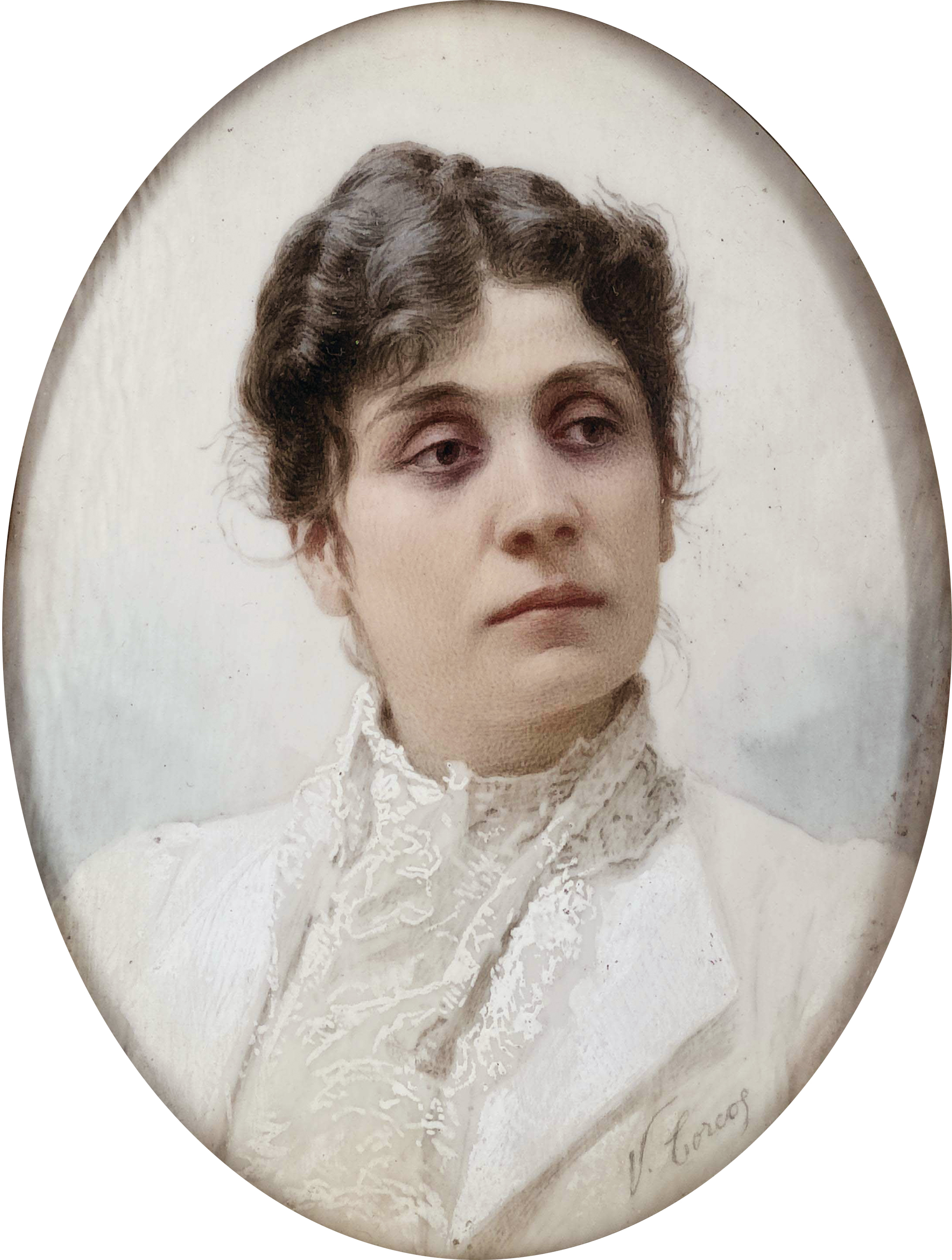
Eleonora Duse par Vittorio Matteo Corcos.
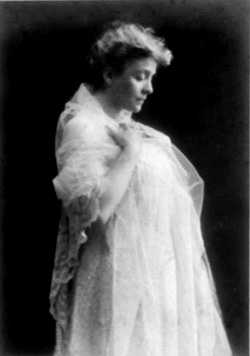
1904 : La Dame aux camélias.